# Jean-Luc Masbou
Jean-Luc Masbou est un auteur de bande dessinée français, né le 14 mars 1963 à Figeac (Lot).

## Biographie
Jean-Luc Masbou s'inscrit en BEP d'électromécanicien, puis aux Beaux-Arts de Pau, avant d'intégrer l'École supérieure de l'image à Angoulême. Il a publié en tant que scénariste la série L'Ombre de l'échafaud, et en tant que dessinateur et coloriste la série De cape et de crocs, toutes deux éditées par Delcourt.
D'après Actua BD, « Au fil des albums, la série De Capes et de Crocs, s’impose de plus en plus comme un classique ». La série, qui mélange « bande dessinée, roman, théâtre et cinéma » est définie comme « une série riche de mille et une références, savamment distillées par des auteurs aussi cultivés que malicieux ».

## Publications

### One-shots
- Le Baron, Guy Delcourt Productions, Paris, 2020
Scénario, dessin et couleurs : Jean-Luc Masbou -  (ISBN 978-2-413-00529-2)
- Conan le Cimmérien, tome 14 : Le Maraudeur noir, Glénat, 2023
Scénario, dessin et couleurs : Jean-Luc Masbou -  (ISBN 978-2-344-04944-0)